# In Little Italy
In Little Italy è un cortometraggio muto del 1909 diretto da David W. Griffith.
Griffith fu il primo regista a dedicare una serie di cortometraggi alla vita degli italoamericani. In questo filmato, ad essere posto in primo piano è ancora una volta il tema delle forti passioni e gelosie amorose che il pregiudizio comune individuava come tratti caratteristici del maschio italiano.

## Trama
A Little Italy, Maria, una giovane e bella vedova madre di due bambini, ha due pretendenti: Victor, il barbiere, e Tony, un operaio. Quando lei sceglie il barbiere, provoca la feroce ira di Tony che giura a sé stesso di vendicarsi. Il momento opportuno si presenta durante una festa danzante: l'uomo si avvicina a Maria e a Victor che stanno ballando insieme e, senza farsi scorgere da nessuno, pugnala il suo rivale per poi allontanarsi indisturbato. Ma il barbiere non è morto: ferito, viene accolto in casa di Maria che si prende cura di lui. Quando Tony lo viene a sapere, si infuria oltre misura e decide di attaccare il suo nemico per finirlo. Cerca di introdursi nella casa, senza riuscirci. Per raggiungere il suo scopo, deve salire su una scala che porta a una botola sul pavimento della stanza. Ma la vedova che, insieme a uno dei bambini, blocca il passaggio, manda l'altro figlio a chiamare la polizia. Tony, che è riuscito a passare, sta per portare a compimento l'omicidio quando appare il poliziotto avvisato dal bambino che spara, facendo cadere il pugnale dalla mano dell'assassino che viene arrestato.

## Produzione
Il film fu prodotto dalla Biograph Company.

## Distribuzione
Distribuito dalla Biograph Company, il film - un cortometraggio in una bobina - uscì nelle sale cinematografiche statunitensi il 23 dicembre 1909.